# Уорд, Дэнни (английский футболист)
Дэниэл Карл Уорд (англ. Daniel Carl Ward; 11 декабря 1991, Брэдфорд, Англия) — английский футболист, нападающий «Хаддерсфилд Таун».

## Карьера
Уорд начал свою карьеру в молодежной команде «Брэдфорд Сити», а затем был подписан командой из Западного Йоркшира «Лидс Юнайтед», но, по прошествии двух лет, отказался от новой контракта в Лидсе, чтобы присоединиться к команде Премьер-Лиги «Болтон Уондерерс». «Лидс» получил компенсацию за переход Уорда. 15 января 2009 года Дэнни дебютировал за основной состав «Болтона» в премьер-лиге, в качестве замены в проигранном домашнем матче с «Сандерлендом».
26 ноября 2009 года он подписал контракт с «Суиндон Таун» на месячную арендную сделку, а 28 декабря 2009 года он забил свой первый гол за «Суиндон» на 46-й минуте в домашнем победном матче с «Йовил Таун» (3:1).